# Partit Liberal (Grècia)
Partit Liberal (grec Κόμμα Φιλελευθέρων, Komma Fileleftheron) fou un partit polític de Grècia d'ideologia liberal fundat el 1910 per Elevthérios Venizelos.

## Història
Fundat com "Xipoliton" ("peus descalços") a Creta, llavors una regió autònoma de l'Imperi Otomà, i els seus primers dirigents van ser Kostis Mitsotakis (avi de Konstantinos Mitsotakis) i Elevthérios Venizelos. Després de l'annexió de Creta a Grècia, Venizelos es va traslladar a Atenes i es va convertir el partit en un partit nacional, en el marc del nom "Fileleftheron" el 1910. Durant els següents 25 anys, el destí del partit va estar lligat al de Venizelos. El partit va ser dissolt després del colp fallit de Nikolaos Plastiras de 1935, encara que l'organització es va mantenir activa.
Durant la Segona Guerra Mundial va formar un govern grec a l'exili al Caire (Egipte), amb l'assistència dels britànics. El govern va ser format gairebé completament dels liberals prominents, inclosos Georgios Papandreu i Sophoklis Venizelos, malgrat que el rei Jordi (sospitós de progermanisme per als britànics) continua sent l'oficial cap d'Estat. El partit va ser reformat després de la guerra, fins que es van fusionar en la Unió de Centre (Enosi Kentrou) el 1961.

## Resultats electorals
| 1910                                   | Sense dades          | Sense dades          | 307 / 362 | Govern             |
| 1912                                   | Sense dades          | Sense dades          | 146 / 181 | Govern             |
| 1915 (I)                               | Sense dades          | Sense dades          | 189 / 316 | Govern             |
| 1915 (II)                              | Boicotejades         | Boicotejades         | 0 / 369   | Extraparlamentari  |
| 1920                                   | 375,803              | S/D                  | 118 / 369 | Oposició           |
| 1923                                   | Sense dades          | Sense dades          | 250 / 398 | Govern             |
| Il·legalitzats en el període 1925-1926 |                      |                      |           |                    |
| 1926                                   | 303,140              | 31.6                 | 102 / 279 | Coalició           |
| 1928                                   | 477,502              | 46.9                 | 178 / 250 | Govern             |
| 1929                                   | 450,624              | 54.6                 | 64 / 120  | Majoria            |
| 1932                                   | 391,521              | 33.4                 | 98 / 250  | Oposició (1932-33) |
| 1932                                   | 391,521              | 33.4                 | 98 / 250  | Coalició (1933)    |
| 1933                                   | 379,968              | 33.3                 | 80 / 248  | Oposició           |
| 1935                                   | Boicotejades         | Boicotejades         | 0 / 300   | Extraparlamentari  |
| 1936                                   | 474,651              | 37.3                 | 126 / 300 | Oposició           |
| Il·legalitzats en el període 1936-1945 |                      |                      |           |                    |
| 1946                                   | 159,525              | 14.4                 | 54 / 376  | Oposició           |
| 1950                                   | 291,083              | 17.2                 | 56 / 263  | Coalició           |
| 1951                                   | 325,390              | 19.0                 | 74 / 258  | Coalició           |
| 1952                                   | En coalició amb EPEK | En coalició amb EPEK | 20 / 300  | Oposició           |
| 1956                                   | Dins l'UD            | Dins l'UD            | 28 / 300  | Oposició           |
| 1958                                   | 795,445              | 20.7                 | 36 / 300  | Oposició           |

## Membres prominents
- Elevthérios Venizelos, líder, Primer Ministre (1910)
- Georgios Kafandaris, Primer Ministre (1924)
- Andreas Michalakopoulos, Primer Ministre (1924)
- Sophoklis Venizelos, Primer Ministre (1944)
- Georgios Papandreu, Primer Ministre (1946)
- Konstantinos Mitsotakis, diputat (1946)

## Líders
- Elevthérios Venizelos, 1910–1936
- Themistoklis Sophoulis, 1936–1948
- Sophoklis Venizelos, 1948–1961
- Nikitas Venizelos
- Manolis Kalligiannis, 1996–present